# セヴァーン川
セヴァーン川（セヴァーンがわ、River Severn）は、イギリスで最も長い川。全長354kmでウェールズのカンブリア山地・プリンリモンの近くから始まり、一度北東へ流れ、シュルーズベリーの西、イングランドとウェールズの境界付近で東に向きを変え、さらにシュルーズベリー付近から徐々に南に流れ、イングランド西部を縦断する形で進み、ブリストルの北西でブリストル海峡に注ぐ。ワイ川とは流路やその長さも全く違っているが、源流域が近く同じ場所で海に注ぐ。
セヴァーンの名はケルト語に由来するが、もともとどのような意味だったのかははっきりとは判っていない。サブリナ姫（「サブリナ (映画)」参照）がこの川の女神になったとされ、ジョン・ミルトンの仮面劇「コーマス」（Comus）などで詠われている。

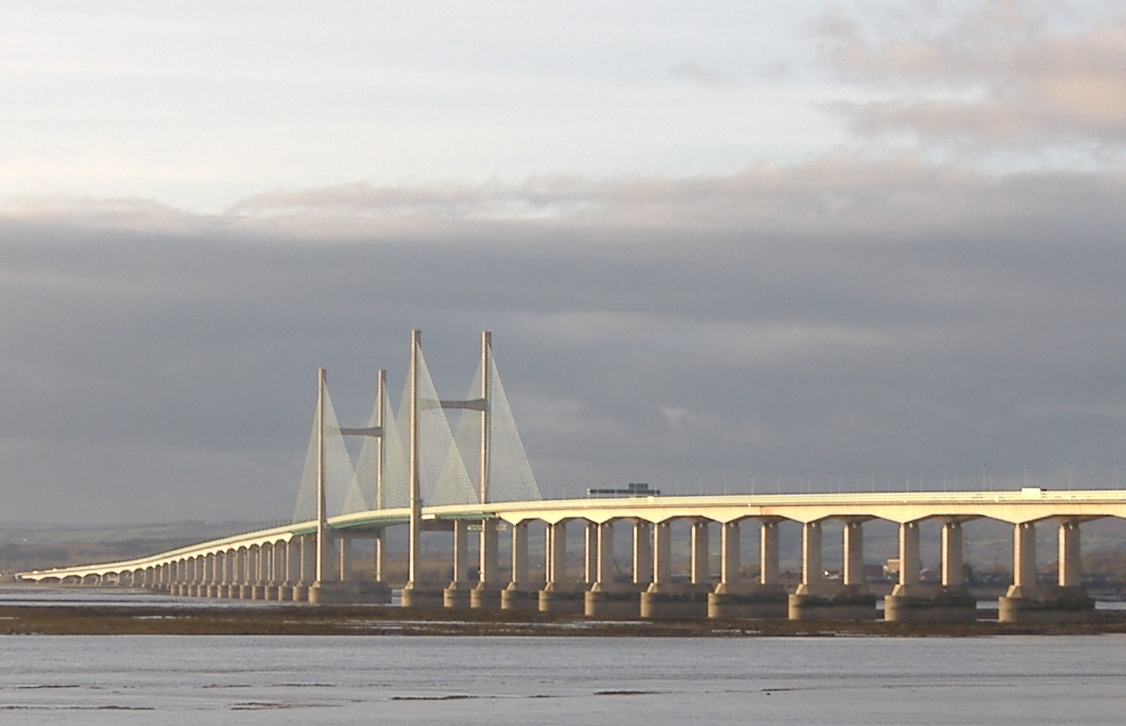
セヴァーン川にかかる第2セヴァーン橋

流域の都市としてはシュルーズベリー、ウスター、グロスターなどがある。支流としてはシェイクスピアの故郷として知られるストラトフォード・アポン・エイヴォンを流れるエイヴォン川やウスター付近から分流するティーム川などが挙げられる。
「セヴァーン・ボア」と呼ばれる海嘯が起こることでも有名で、地元のサーファーたちに親しまれている。河口一帯には潮間帯、干潟、砂州、塩性湿地、砂利浜および岩石海岸があり、周辺の草地にはコメバミソハギなどが生えている。ツクシガモ、チュウシャクシギ、オグロシギなどの水鳥が多く生息しており、1976年にブリッジウォーター湾と河口一帯がラムサール条約に登録され、1995年に指定範囲が拡大された。